# Éperlecques
Éperlecques (niederländisch Sperleke) ist eine französische Gemeinde mit 3740 Einwohnern (Stand 1. Januar 2022) im Département Pas-de-Calais in der Region Hauts-de-France. Sie gehört zum Arrondissement Saint-Omer und zum Kanton Saint-Omer.

## Lage
Die Gemeinde Éperlecques liegt im Regionalen Naturpark Caps et Marais d’Opale. acht Kilometer nordwestlich von Saint-Omer. Die nordöstliche Gemeindegrenze markiert der Fluss Aa, an der südwestlichen Gemeindegrenze verläuft die Autoroute A26. Nachbargemeinden von Éperlecques sind Ruminghem im Norden, Holque im Nordosten, Watten im Osten, Houlle im Südosten, Mentque-Nortbécourt im Südwesten, Bayenghem-lès-Éperlecques im Westen und Muncq-Nieurlet im Nordwesten.

## Bevölkerungsentwicklung
| Jahr                       | 1962 | 1968 | 1975 | 1982 | 1990 | 1999 | 2006 | 2012 | 2022 |
| Einwohner                  | 2061 | 2168 | 2276 | 2556 | 2785 | 2885 | 3104 | 3350 | 3740 |
| Quellen: Cassini und INSEE |      |      |      |      |      |      |      |      |      |

## Sehenswürdigkeiten
- Blockhaus von Éperlecques (deutscher Bunker aus dem Zweiten Weltkrieg, Monument historique)
- Kirche Saint-Léger (15. Jahrhundert, Monument historique)
- Manoir de Bleue-Maison (Herrenhaus von 1592)

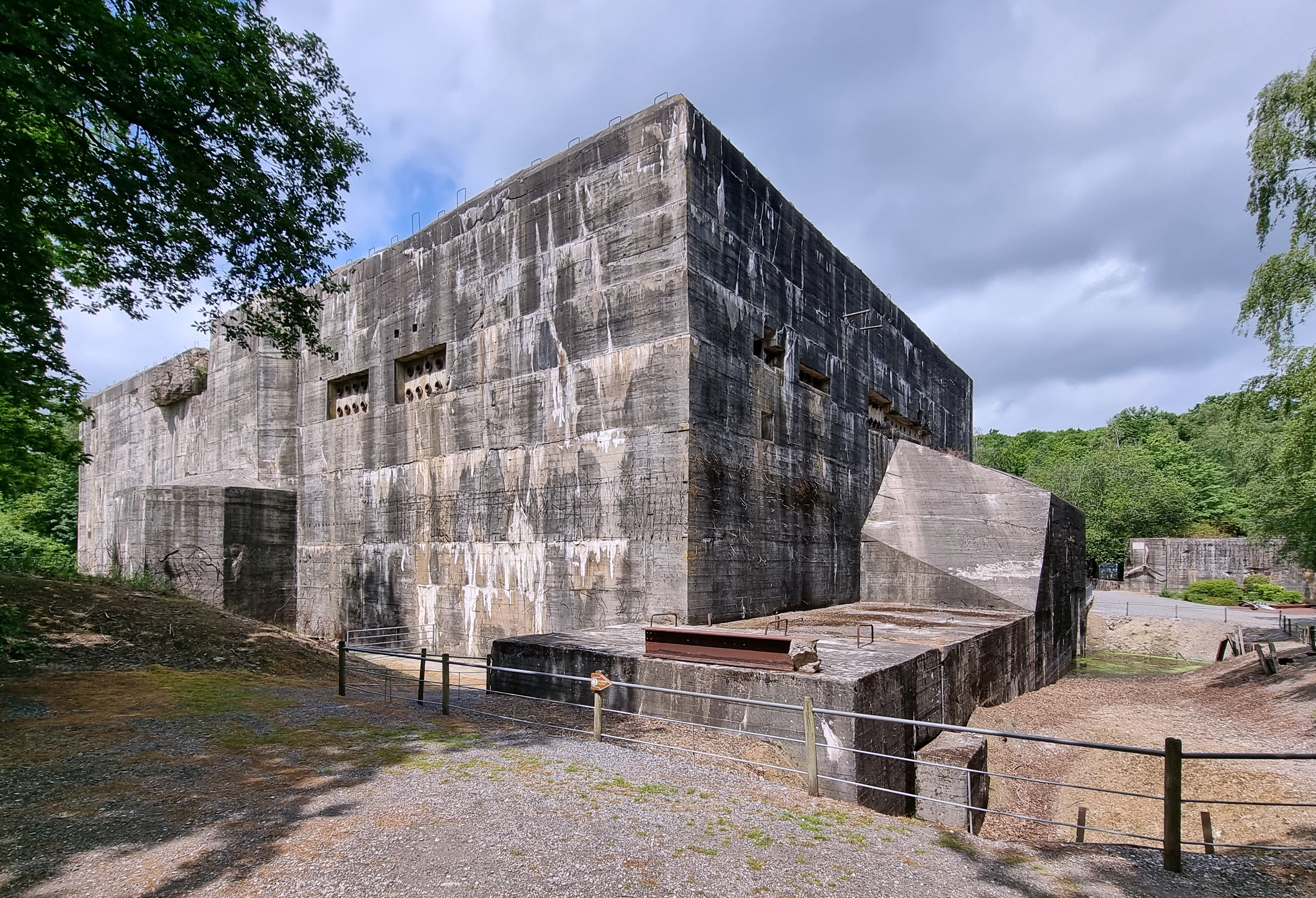
Blockhaus von Éperlecques
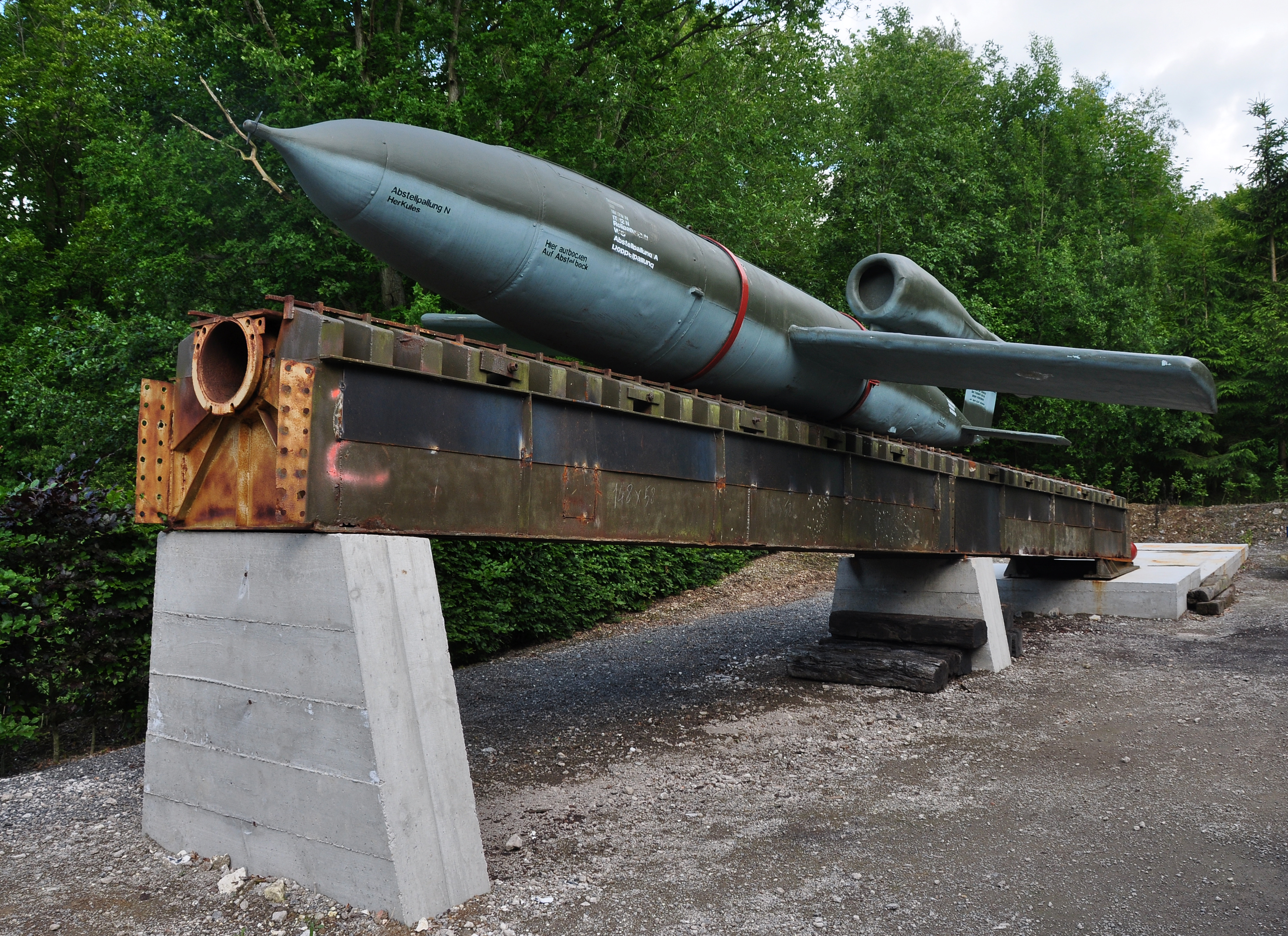
V1-Waffe am Blockhaus
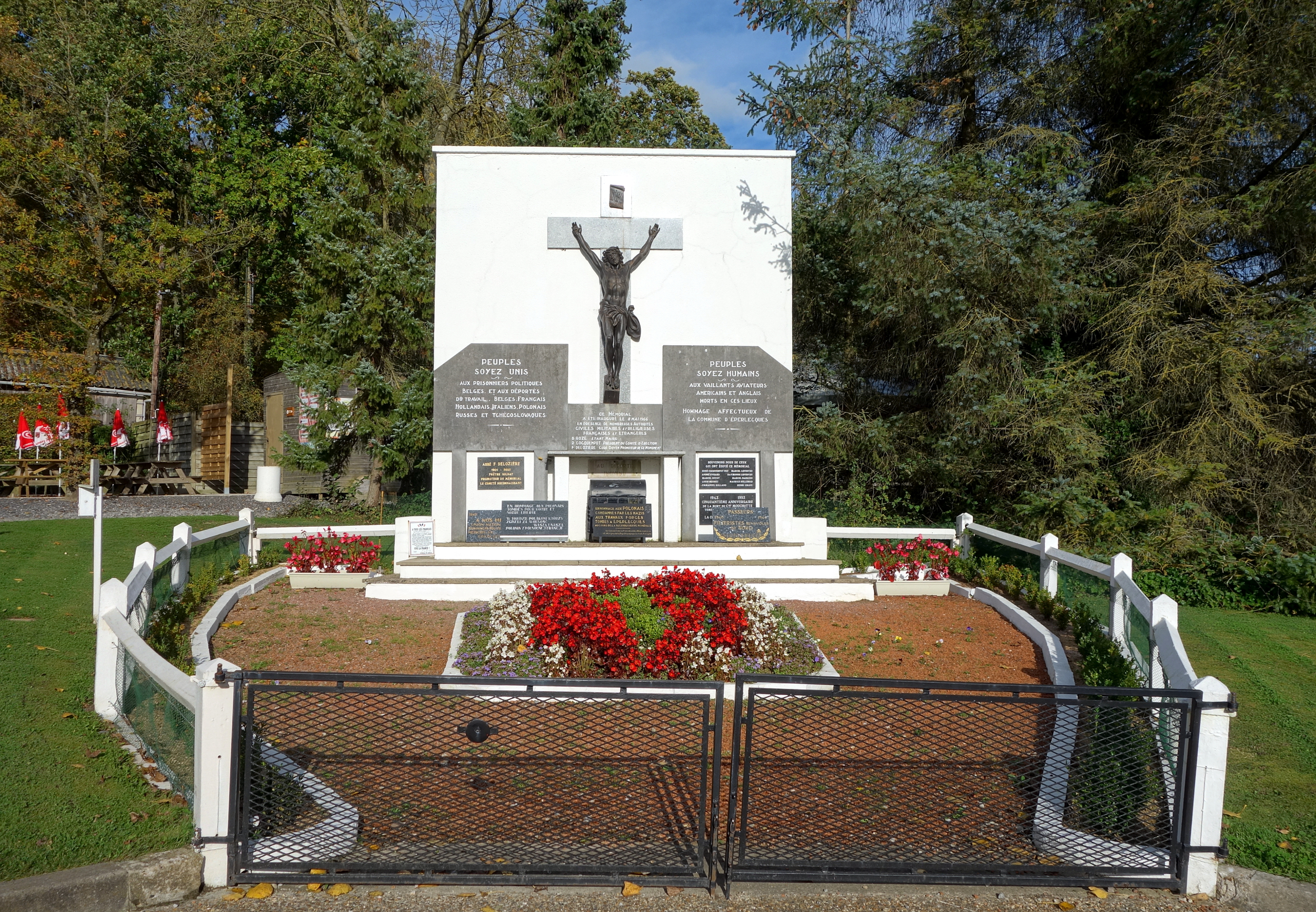
Blockhaus-Mahnmal
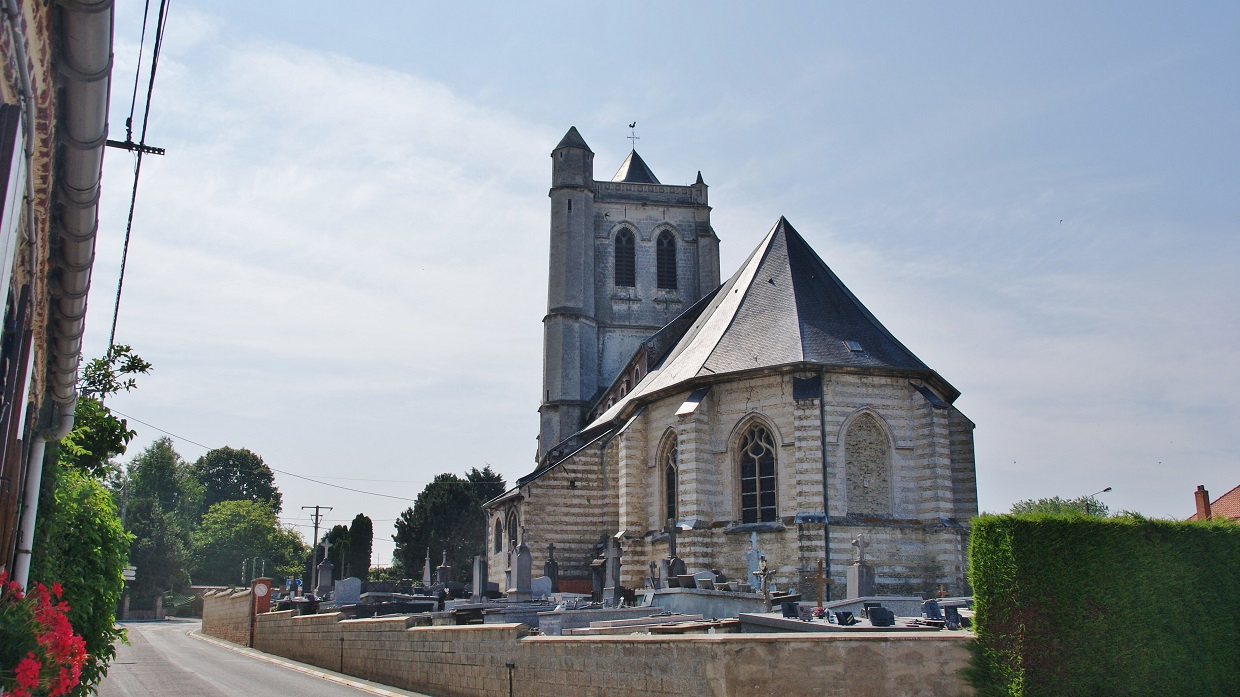
Kirche Saint-Léger
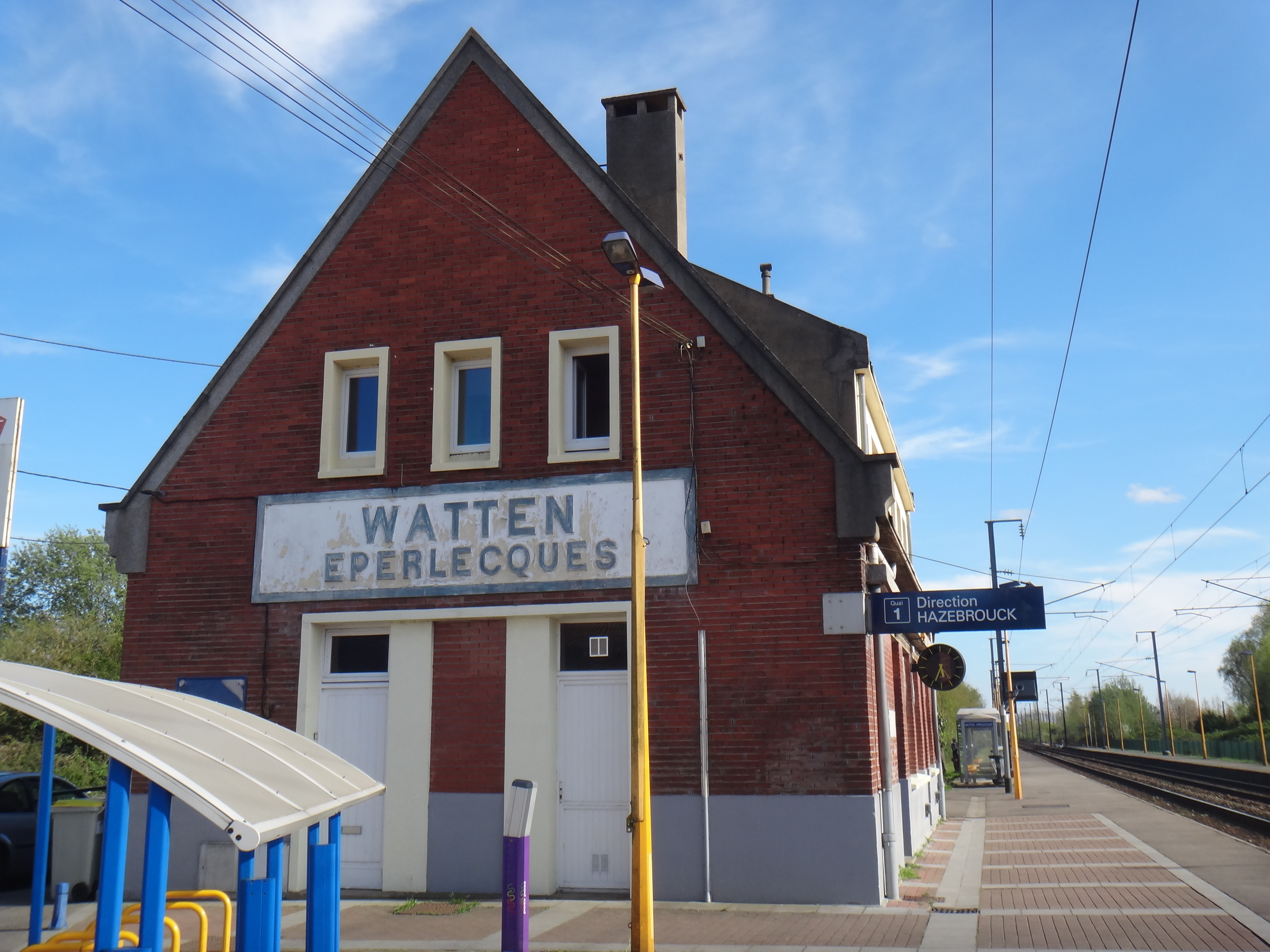
Bahnhof Watten - Éperlecques
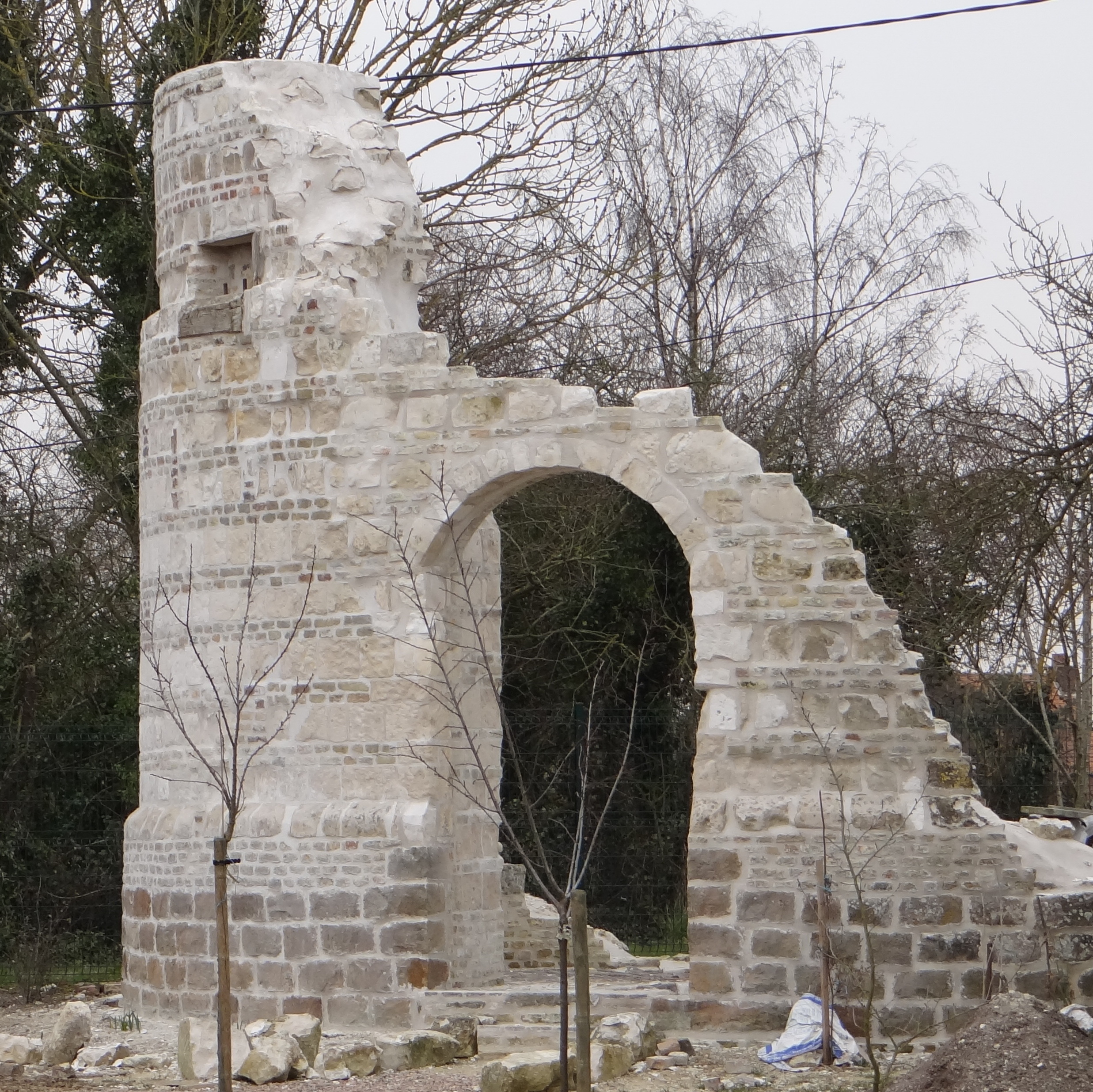
Ruinen der Windmühle

## Gemeindepartnerschaft
- Zonnebeke (Belgien)